# Конвой RA 53
Конвой RA 53 (англ. Convoy RA 53) — арктичний конвой транспортних і допоміжних суден у кількості 30 одиниць, який у супроводженні союзних кораблів ескорту прямував від радянських портів до берегів Ісландії та Шотландії. Конвой вийшов 1 березня з Архангельська та 14 березня 1943 року прибув до Лох Ю, втративши дорогою три транспортні судна внаслідок атак ворожих підводних човнів та одне судно в результаті морської аварії.

## Кораблі та судна конвою RA 53
Позначення

### Транспортні судна
| Назва                      | Прапор          | Тоннаж (GRT) | Прим.                                                       |
| -------------------------- | --------------- | ------------ | ----------------------------------------------------------- |
| Calobre (1919)             | Панама          | 6 891        |                                                             |
| Chester Valley (1919)      | США             | 5 078        |                                                             |
| Cornelius Harnett (1942)   | США             | 7 177        | судно класу «Ліберті»                                       |
| Dan-Y-Bryn (1940)          | Велика Британія | 5 117        |                                                             |
| Delsud (1919)              | США             | 4 982        |                                                             |
| El Oriente (1910)          | Панама          | 6 012        |                                                             |
| Empire Archer (1942)       | Велика Британія | 7 031        |                                                             |
| Empire Clarion (1942)      | Велика Британія | 7 031        |                                                             |
| Empire Emerald (1941)      | Велика Британія | 8 032        |                                                             |
| Empire Snow (1941)         | Велика Британія | 6 327        |                                                             |
| Empire Tristram (1942)     | Велика Британія | 7 167        |                                                             |
| Executive (1920)           | США             | 4 978        | 5 березня 1943 року потоплено U-255                         |
| Gulfwing (1928)            | США             | 10 217       |                                                             |
| J.L.M. Curry (1942)        | США             | 7 176        | судно класу «Ліберті»; 8 березня затонуло унаслідок аварії  |
| Jefferson Myers (1920)     | США             | 7 582        |                                                             |
| John H. B. Latrobe (1942)  | США             | 7 191        | судно класу «Ліберті»; перейшло до конвою FB                |
| «Моссовет» (1935)          | СРСР            | 2 981        |                                                             |
| Nicholas Gilman (1942)     | США             | 7 176        | судно класу «Ліберті»                                       |
| Ocean Faith (1942)         | Велика Британія | 7 173        |                                                             |
| Oligarch (1918)            | Велика Британія | 6 894        |                                                             |
| Oremar (1919)              | США             | 6 854        |                                                             |
| Puerto Rican (1919)        | США             | 6 076        | 9 березня 1943 року потоплено U-586                         |
| Ralph Waldo Emerson (1942) | США             | 7 176        | судно класу «Ліберті»                                       |
| Richard Bassett (1942)     | США             | 7 191        | судно класу «Ліберті»                                       |
| Richard Bland (1942)       | США             | 7 191        | судно класу «Ліберті»; 10 березня 1943 року потоплено U-255 |
| San Cipriano (1937)        | Велика Британія | 7 966        |                                                             |
| Temple Arch (1940)         | Велика Британія | 5 138        |                                                             |
| Vermont (1919)             | США             | 5 670        |                                                             |
| West Gotomska (1919)       | США             | 5 728        |                                                             |
| Yorkmar (1919)             | США             | 5 612        |                                                             |

### Кораблі ескорту
| Кораблі ескорту            |                                         |                                            |  |
| «Белфаст»                  | Військово-морські сили Великої Британії | легкий крейсер типу «Таун» (1936)          |  |
| «Бергамот»                 | Військово-морські сили Великої Британії | корвет типу «Флавер»                       |  |
| «Боудісіа»                 | Військово-морські сили Великої Британії | ескадрений міноносець типу «B»             |  |
| «Камберленд»               | Військово-морські сили Великої Британії | важкий крейсер типу «Каунті»               |  |
| «Екліпс»                   | Військово-морські сили Великої Британії | ескадрений міноносець типу «E»             |  |
| «Фокнор»                   | Військово-морські сили Великої Британії | лідер ескадрених міноносців типу «F»       |  |
| «Форестер»                 | Військово-морські сили Великої Британії | ескадрений міноносець типу «F»             |  |
| «Глазго»                   | Військово-морські сили Великої Британії | легкий крейсер типу «Таун» (1936)          |  |
| «Кінг Джордж V»            | Військово-морські сили Великої Британії | лінійний корабель типу «Кінг Джордж V»     |  |
| «Хау»                      | Військово-морські сили Великої Британії | лінійний корабель типу «Кінг Джордж V»     |  |
| «Ледбарі»                  | Військово-морські сили Великої Британії | ескортний міноносець типу «Хант»           |  |
| «Лотус»                    | Військово-морські сили Великої Британії | корвет типу «Флавер»                       |  |
| «Мейнелл»                  | Військово-морські сили Великої Британії | ескортний міноносець типу «Хант»           |  |
| «Мілн»                     | Військово-морські сили Великої Британії | лідер ескадрених міноносців типу «M»       |  |
| «Маскітер»                 | Військово-морські сили Великої Британії | ескадрений міноносець типу «M»             |  |
| «Норфолк»                  | Військово-морські сили Великої Британії | Важкий крейсер типу «Каунті»               |  |
| HMT Northern Pride (FY105) | Військово-морські сили Великої Британії | протичовновий траулер                      |  |
| «Обдурате»                 | Військово-морські сили Великої Британії | ескадрений міноносець типу «O»             |  |
| «Обідіент»                 | Військово-морські сили Великої Британії | ескадрений міноносець типу «O»             |  |
| «Оффа»                     | Військово-морські сили Великої Британії | ескадрений міноносець типу «O»             |  |
| «Онслот»                   | Військово-морські сили Великої Британії | ескадрений міноносець типу «O»             |  |
| «Опорт'юн»                 | Військово-морські сили Великої Британії | ескадрений міноносець типу «O»             |  |
| «Оркан»                    | Військово-морські сили Польщі           | ескадрений міноносець типу «M»             |  |
| «Орвелл»                   | Військово-морські сили Великої Британії | ескадрений міноносець типу «O»             |  |
| «Піорун»                   | Військово-морські сили Польщі           | ескадрений міноносець типу «N»             |  |
| «Поппі»                    | Військово-морські сили Великої Британії | корвет типу «Флавер»                       |  |
| «Пітчлі»                   | Військово-морські сили Великої Британії | ескортний міноносець типу «Хант»           |  |
| «Сцилла»                   | Військово-морські сили Великої Британії | легкий крейсер типу «Дідо»                 |  |
| HMT St Elstan (FY240)      | Військово-морські сили Великої Британії | протичовновий траулер                      |  |
| «Старворт»                 | Військово-морські сили Великої Британії | корвет типу «Флавер»                       |  |
| «Вівейшос»                 | Військово-морські сили Великої Британії | ескадрений міноносець «Адміралті» типу «V» |  |